# Vana-Nurtu
Vana-Nurtu – wieś w Estonii, prowincji Rapla, w gminie Märjamaa.